# Misan Harriman

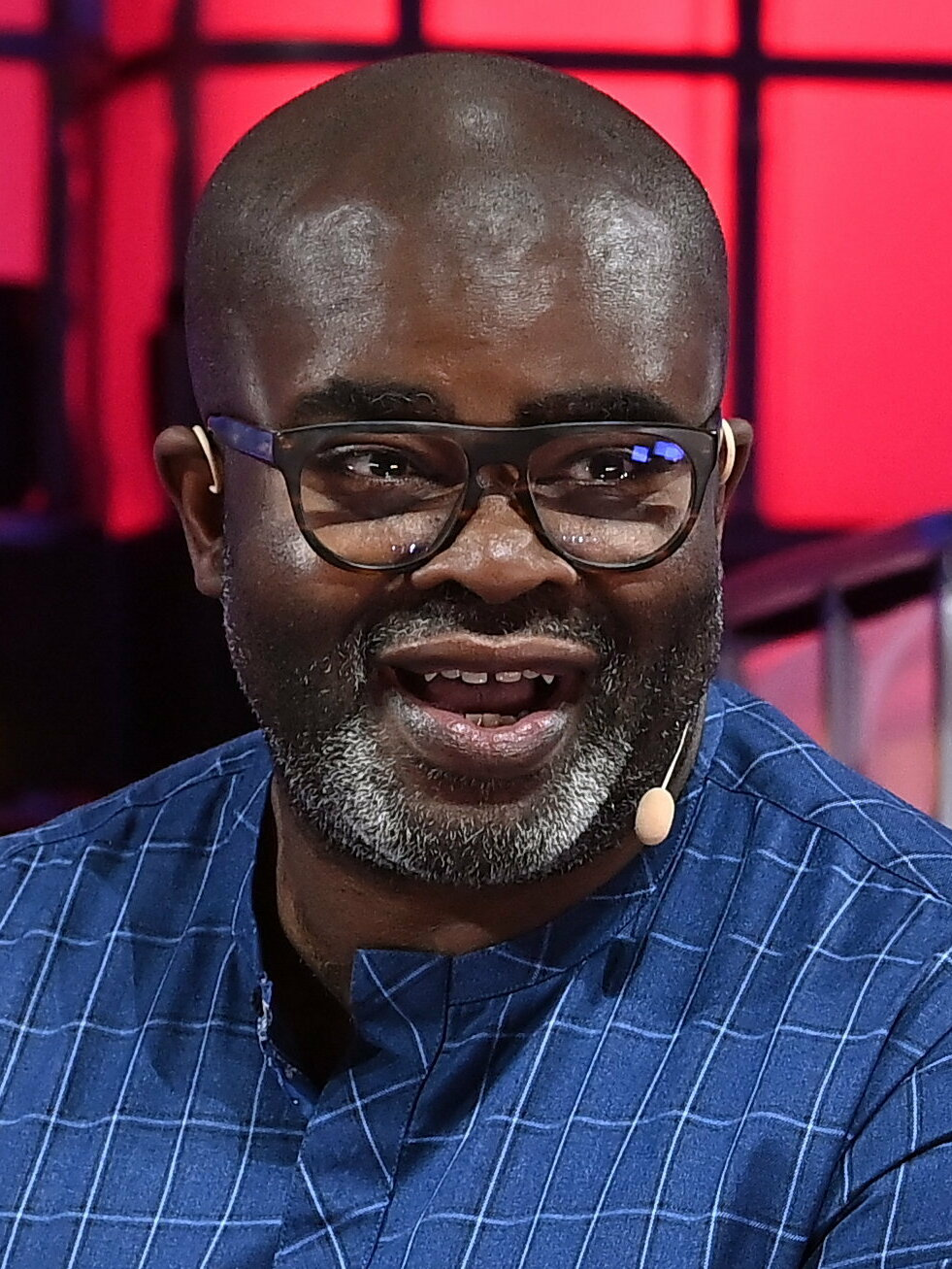
Misan Harriman 2022

Misan Harriman (* 1977 in Calabar, Cross River, Nigeria) ist ein nigerianisch-britischer Fotograf, Unternehmer, Aktivist und Filmregisseur.

## Leben

### Kindheit und Jugend
Harriman wurde 1977 in Nigeria geboren. Er ist der Sohn von Chief Hope Harriman, eines Geschäftsmannes und Politikers aus Warri im Bundesstaat Delta. Er besuchte Stubbington House School in Ascot sowie anschließend das Bradfield College in Berkshire. Anschließend arbeitete er zunächst als Headhunter in der Personalbeschaffung in London.

### Fotografie
Harriman interessierte sich von frühester Kindheit an für das Thema Fotografie. Im Alter von neun Jahren hielt er ein Referat über Stanley Kubricks Verwendung von Licht im Film Barry Lyndon (1975). 2016 gründete er die Internet-Agentur What We See. Professionell zu fotografieren begann er 2017. Die Kunst brachte er sich selbst bei.
Neben der Fotografie von Prominenten, darunter unter anderem Rihanna, Stormzy, Olivia Colman, Beatrice Mapelli Mozzi, Meghan, Duchess of Sussex, Cate Blanchett. Chiwetel Ejiofor und Tom Cruise wurde er vor allem durch seine Demonstrationsfotografien bekannt. So dokumentierte er Kampagnen von Extinction Rebellion, von Fridays for Future sowie Anti-Trump-Proteste 2019. Im Frühling 2020 dokumentierte er mit seinen Fotografien das Leben während des COVID-19-Lockdowns in seiner Heimatstadt Woking, woraus die Ausstellung Lost in Isolation resultierte. 2020 fotografierte er die Proteste im Rahmen der Black-Lives-Matter-Bewegung, die unter anderem von der BBC, dem Vogue-Magazin und The Guardian  und die am Piccadilly Circus gezeigt wurden. Eines seiner Bilder wurde als Cover in der September-Ausgabe der Vogue abgelichtet. Er war damit der erste Schwarze in der 104-jährigen Geschichte der Vogue, der für ein Cover der Zeitschrift verantwortlich zeichnete.
Er gilt als enger Freund von Meghan, Duchess of Sussex und Harry, Duke of Sussex und war der einzige Fotograf, der 2021 die schwangere Meghan ablichten durfte und damit die Schwangerschaft mit Lilibet of Sussex ankündigen durfte. 2022 durfte er außerdem das offizielle Babyfoto schießen.
2021 wurde Misan Harriman Vorsitzender des Southbank Centre, des größten Kunstzentrums Englands.

### Regie
2023 drehte er sein Regiedebüt The After, ein Kurzfilm, über einen Mann, der bei einem Amoklauf seine Familie verlor mit David Oyelowo in der Hauptrolle. Der von Nicky Bentham für Netflix produzierte Film wurde bei der Oscarverleihung 2024 als Bester Kurzfilm nominiert.